# Twitterbot
Ein X Bot, ehemals Twitterbot, ist eine Software, die automatisierte Nachrichten auf dem Microblog-Dienst X (ehemals Twitter) veröffentlicht. Oft wird eine Form von Künstliche Intelligenz eingesetzt, um Beiträge zu erstellen, die aussehen, als wären sie von einem Menschen geschrieben worden. Twitter selbst schätzte im Jahr 2013, dass damals etwa einer von 20 Accounts nicht echt war.
Viele Twitter-Bots haben einen künstlerischen oder wissenschaftlichen Zweck oder werden nur zur Unterhaltung geschrieben. Ein Beispiel aus dem Jahr 2016 ist der Account @DeepDrumpf, der Tweets versendet, die aus Reden und Interviews von US-Präsident Donald Trump generiert wurden. Es gibt aber auch Bots, die computergenerierte 'Poesie' twittern.
Eine zweite Kategorie besteht aus Bots, die Websites, Personen oder Phänomenen folgen und darauf basierende Tweets veröffentlichen. So gibt es beispielsweise Twitter-Bots, die Erdbeben verfolgen oder Wikipedia-Edits von bestimmten IP-Adressen aus verfolgen (z. B. Edits der russischen Regierung oder von Technologieunternehmen).
Ein Netzwerk von Twitter-Bots kann auch zur Beeinflussung der Öffentliche Meinung genutzt werden. Dies geschieht dann durch die weite Verbreitung von Fehlinformationen oder die Propagierung bestimmter Ansichten (u. a. durch das massenhafte „Retweeten“ bestimmter Accounts). Dadurch entsteht der Eindruck, dass bestimmte Ideen oder Ansichten mehr Unterstützung finden, als dies tatsächlich der Fall ist. Eine andere Möglichkeit besteht darin, die Kommunikation zu bestimmten Themen oder in bestimmten Gruppen zu stören, indem zufällige Tweets mit dem für das jeweilige Thema verwendeten Hashtag gepostet werden.
Ein Beispiel für die Beeinflussung der öffentlichen Meinung und die Störung der Kommunikation sind die mexikanischen Twitterbots, die für die Amtsinhaber werben und die Kommunikation von Gegnern stören.